# Baszewice
Baszewice – wieś północno-zachodniej w Polsce, położona w północnej części województwa zachodniopomorskiego, w powiecie gryfickim, w gminie Gryfice.
W latach 1946–1998 miejscowość administracyjnie należała do województwa szczecińskiego.
We wsi znajdują się głazy narzutowe uznawane za pomniki przyrodnicze o wymiarach (obwód × wysokość w metrach):
- głaz „Płomień” 6,50 × 2,50
- głaz 5,0 × 1,50

## Kształtowanie się nazwy wsi
Wzmianka o miejscowości pod nazwą Bassevitze pojawia się już w dokumencie z 1321 roku, kolejna zaś w 1440 roku wspomina o wsi nazywanej Bassevisse. Mapa Lubinusa z 1618 roku podaje nazwę Bassevitz, natomiast przed 1945 miejscowość znana była jako: Batzwitz po 1945 – Bzowo.

## Posiadłość rodów
W pierwszej połowie XIV wieku Baszewice stanowiły własność rodu de Lode. W 1316 roku jako właściciela wymienia się rycerza Zygfryda de Lode. W drugiej połowie XIV wieku wieś przeszła w ręce rodziny Troye. Około 1370 roku Baszewice kupił Kurt Helmich, bogaty mieszczanin z Gryfic. Miejscowość była jego własnością do 1445 roku, kiedy to sprzedano ją radzie miejskiej z Gryfic. W 1523 roku wieś znalazła się w posiadaniu rodu von Mollin, potem von Plotz. W okresie przedwojennym była to domena Thaddenów.

## Układ wsi
Układ przestrzenny zdeterminowany warunkami topograficznymi. Rzeczka Gardominka dzieli wieś na część północną (dworską) i południową (chłopską); obie w formie jednostronnej zabudowy ulicówek. W części północnej od strony zachodniej folwark z rzędówką i parkiem. W części południowej zagrody i w krańcu wschodnim kościół i cmentarz.
Istotne zmiany zaistniały w folwarku: dwór (rzędówkę) rozebrano po 1945 roku i wprowadzono nowe elementy – budynki gospodarcze lokalizowane przypadkowo. Park jest w części zachowany.

## Kościół

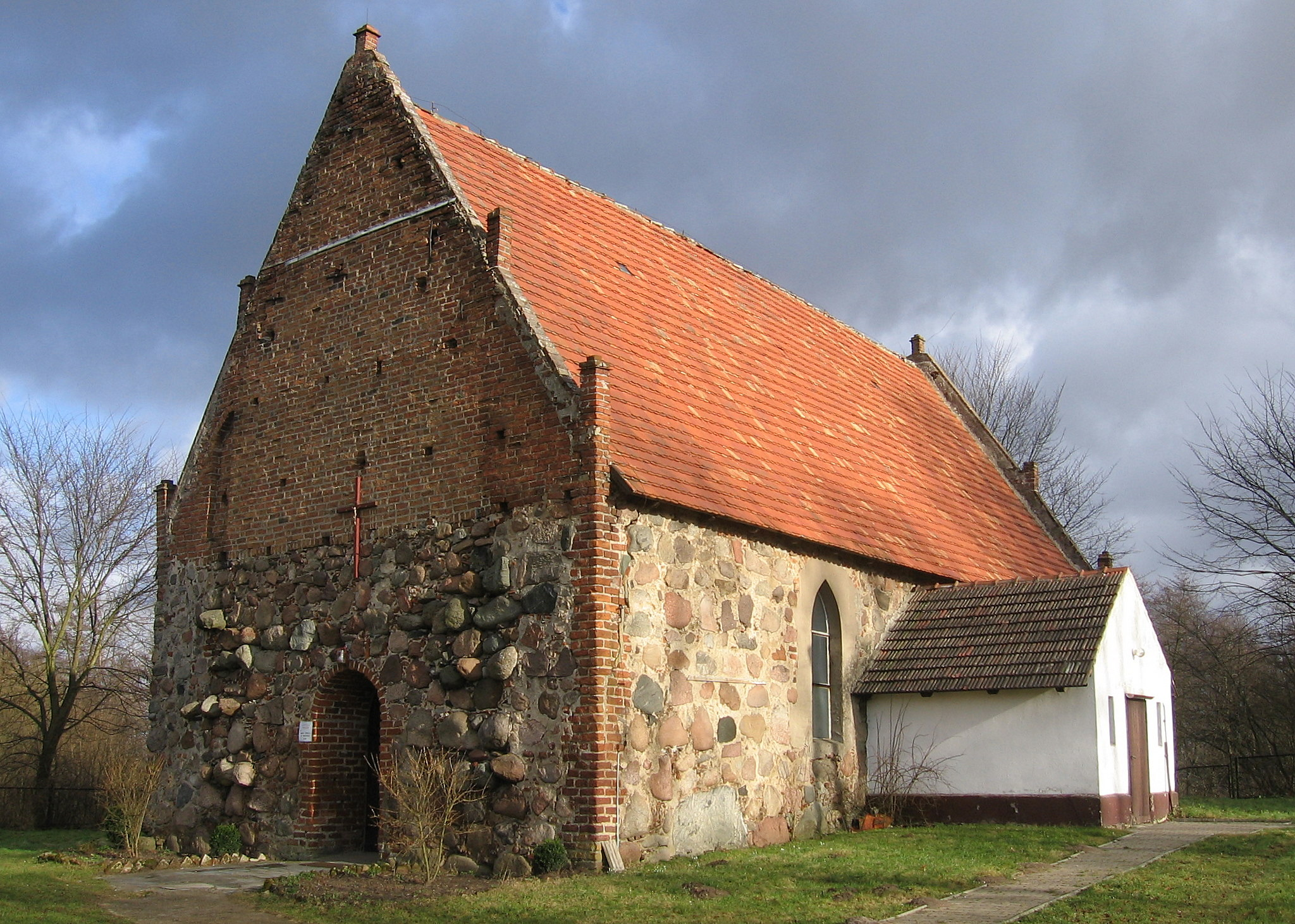
Kościół pw. MB Różańcowej

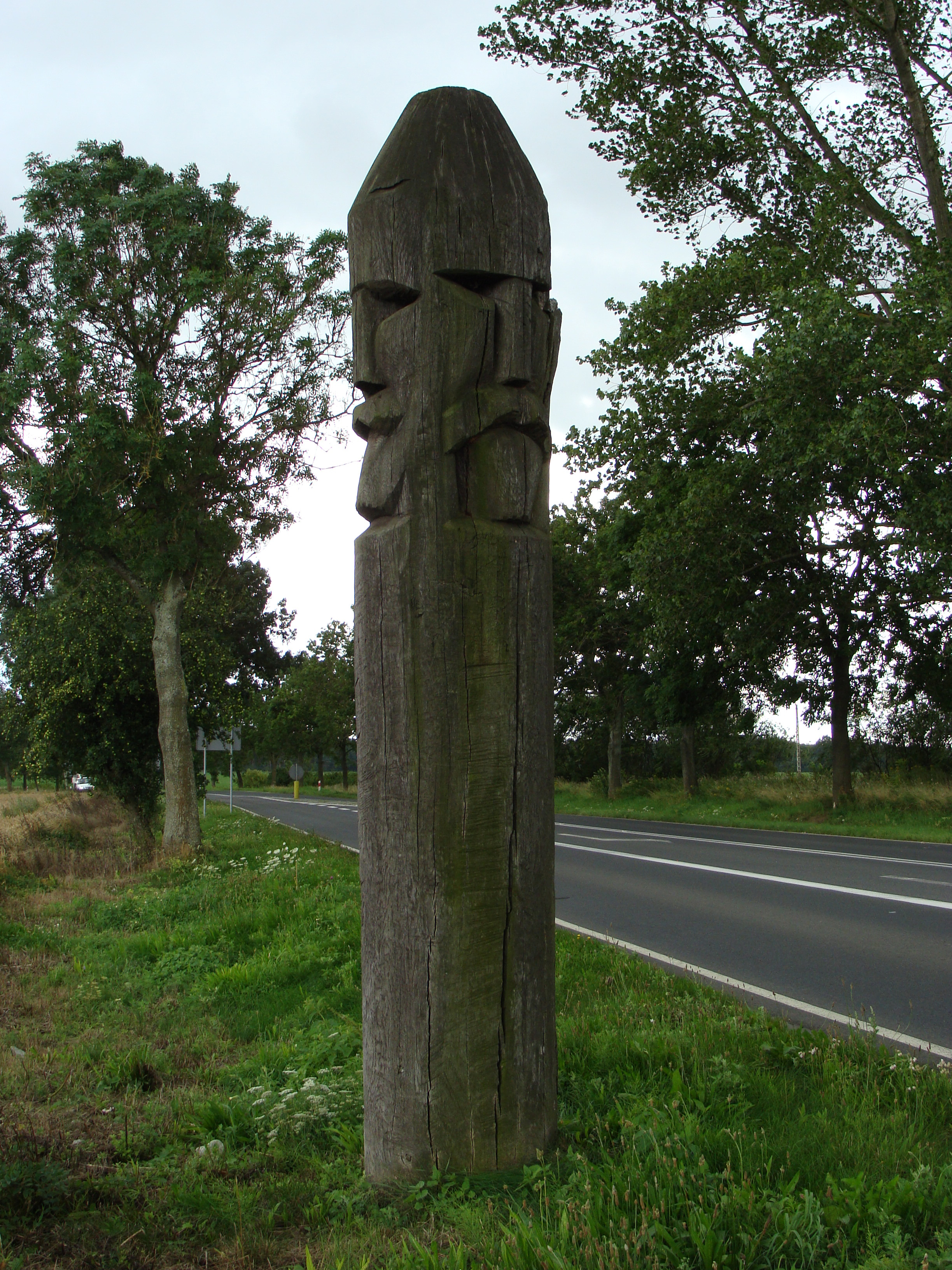
Posąg Trzygłowa przy skręcie do wsi Baszewice i Trzygłów (województwo zachodniopomorskie)

We wsi znajduje się cmentarz wraz z kościołem pw. Matki Bożej Różańcowej, który wpisany został do rejestru zabytków. Jest to budowla gotycka, wzniesiona z kamienia narzutowego. Dokładną datę zakończenia budowy znamy dzięki zachowanemu aktowi poświęcenia kościoła z 12 listopada 1440 roku. Od zachodniej strony świątyni wzniesiona była drewniana wieża, pochodząca z 1705 roku (data widniała na jednej z belek), a wykonał ją Martin Ohm. W okresie powojennym kościół był poważnie uszkodzony. Dopiero 22 grudnia 1975 roku nastąpiło ponowne poświęcenie, którego dokonał ordynariusz ks. bp Jerzy Stroba.

## Infrastruktura
W miejscowości znajduje się przystanek kolejowy Baszewice.
Miejscowość Baszewice posiada sieć wodociągową wraz z przyłączami domowymi z ujęcia wodnego w Grębocinie.
Najbliższe placówki edukacyjne to Szkoła Podstawowa w Trzygłowie i Gimnazjum Nr 2 w Gryficach.

## Samorząd mieszkańców
Gmina Gryfice utworzyła jednostką pomocniczą – "Sołectwo Baszewice", które obejmuje jedynie wieś Baszewice. Organem uchwałodawczym sołectwa jest zebranie wiejskie, na którym mieszkańcy wybierają sołtysa. Działalność sołtysa wspomaga jest rada sołecka, która liczy od 3 do 7 osób – w zależności jak ustali wyborcze zebranie wiejskie.

## Galeria
Baszewice, głaz narzutowy „Płomień”, dąb o obw. 465cm. (pomnik przyrody).

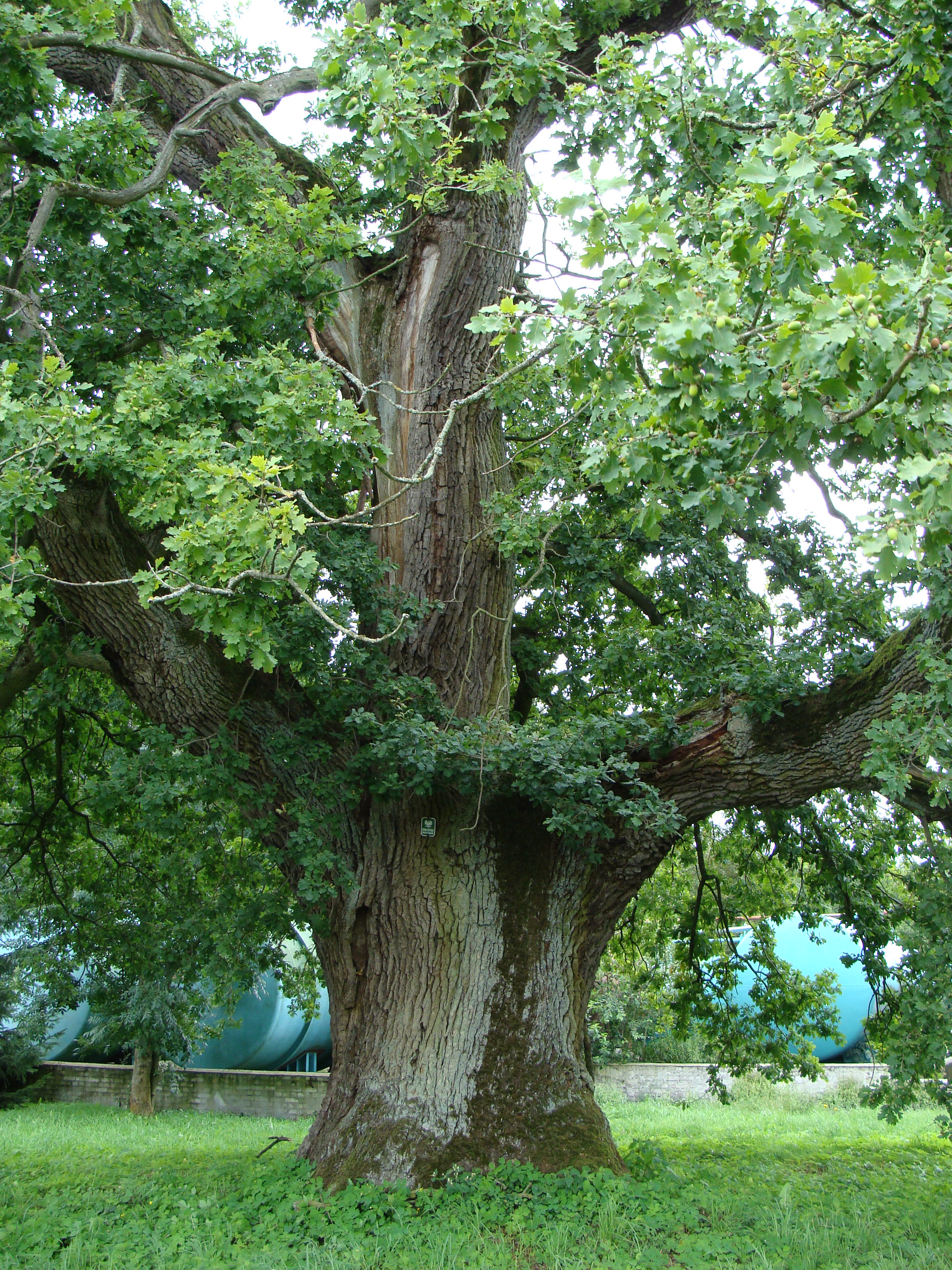
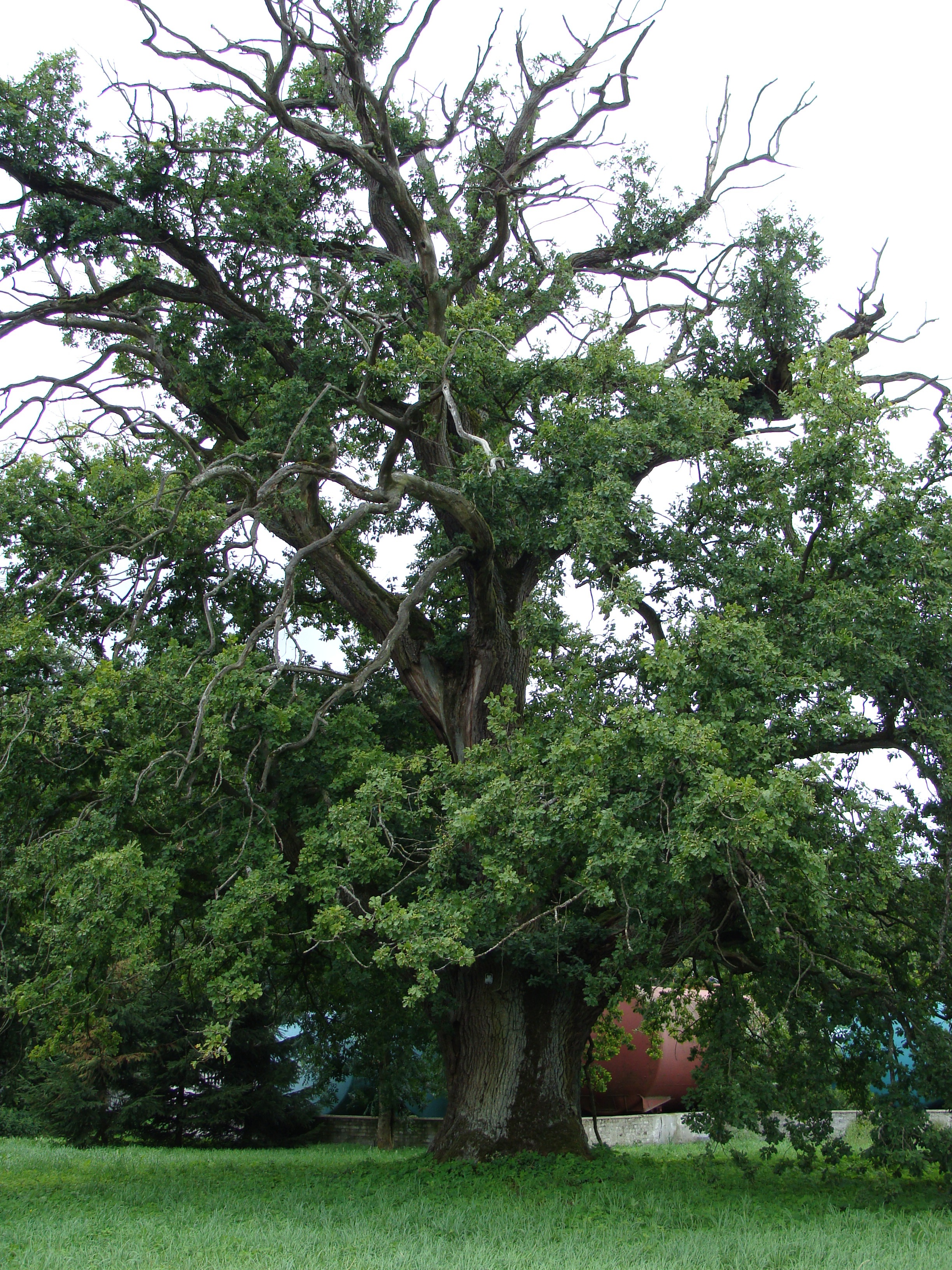
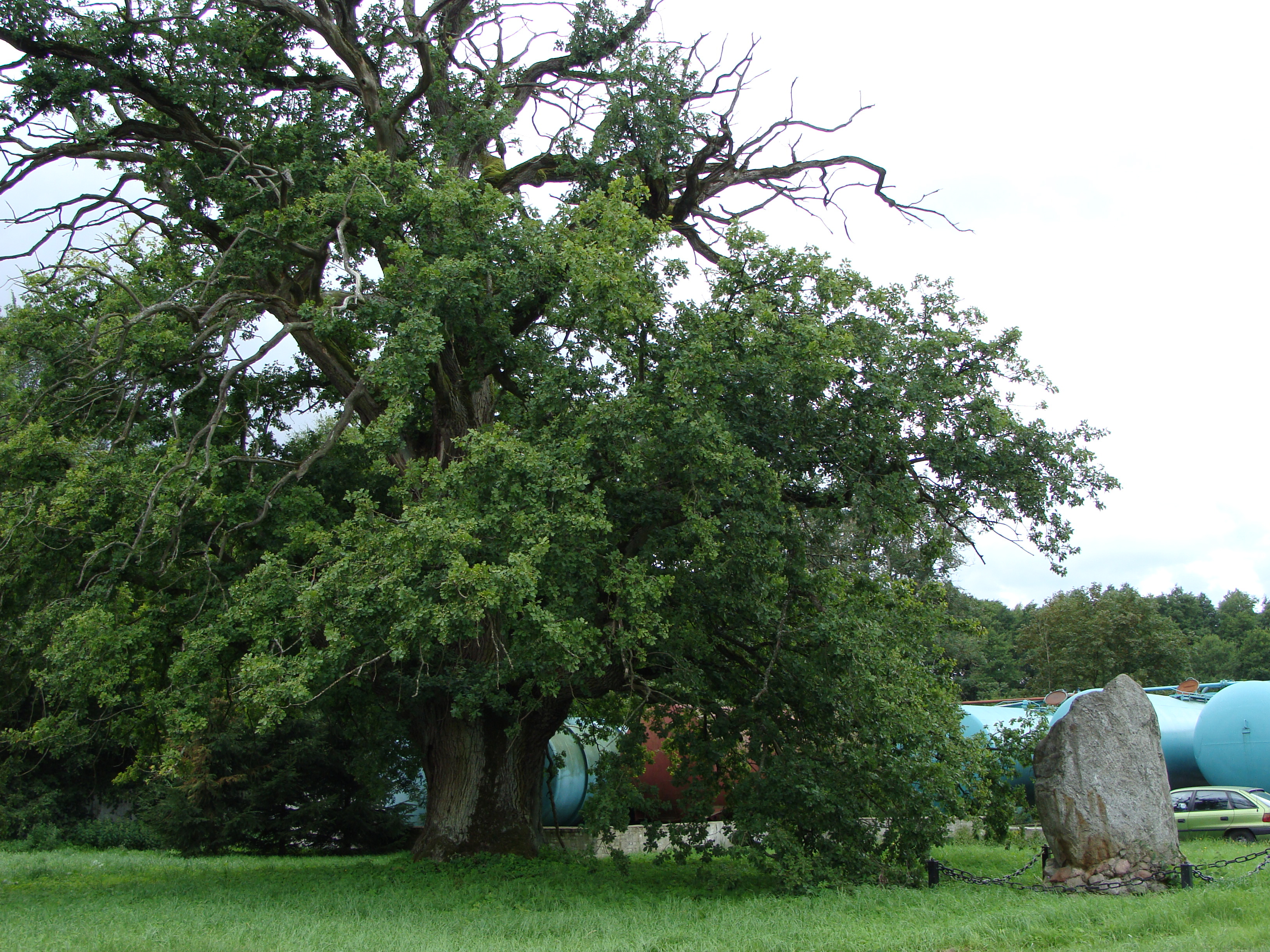
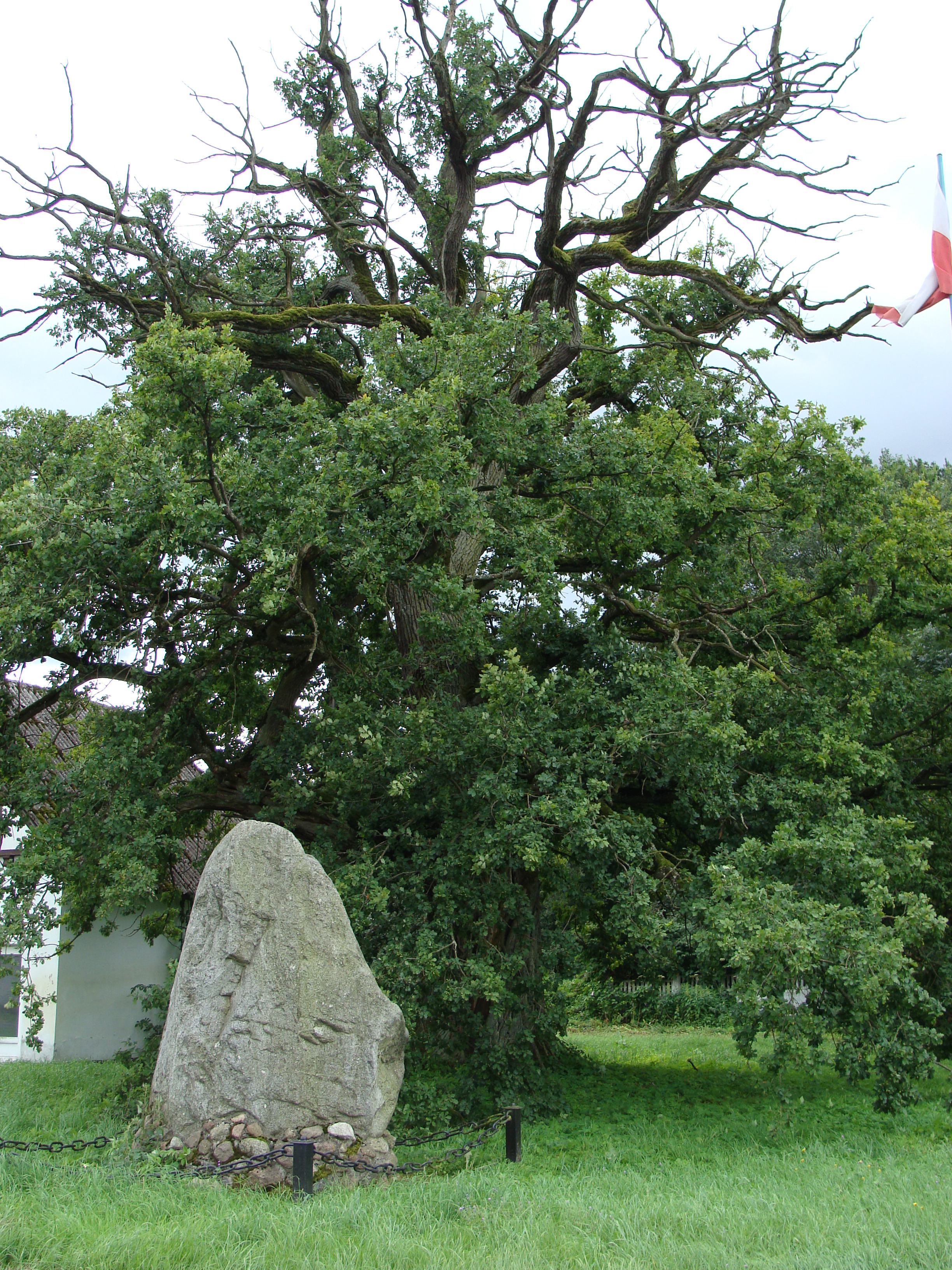